# Acontista travassosi
Acontista travassosi är en bönsyrseart som beskrevs av Jantsch 1986. Acontista travassosi ingår i släktet Acontista och familjen Acanthopidae. Inga underarter finns listade i Catalogue of Life.